# イモタケ
イモタケ（芋茸、Imaia gigantea (S. Imai) Trappe & Kovács）は、チャワンタケ目アミガサタケ科イモタケ属のきのこ(地下生菌)。かつてはトリュフとともに塊菌目Tuberalesに置かれていた。子嚢菌きのこであり、形や名前の似ているショウロやジャガイモタケ(これらは担子菌きのこ)とは全く違うグループに属する。鶏卵大から握り拳大、大きなものは人頭大の、不規則な凹凸と疣のある塊状のきのこ。
日本では一般的に食用菌とは認識されていないが、長野県の一部では醤油で煮付けにして食べていたという(山田、2006)。本菌は従来、ヨーロッパやアフリカに分布するTerfezia属に置かれていたが、2008年、分子系統解析及び形態学的再検討の結果、本来のTerfezia属ではないことが判明し、新たにImaia属が設立された（属名である「Imaia」は本菌の新種記載を行った、今井三子博士に対する献名である）（Kovács et al. 2008）。本属は1属1種より成り、日本及び北アメリカのみに分布するとされる。いわゆるトリュフとは科レベルで異なる別物で、香りや味、調理法も全く異なる。